# (579) Sidonia
(579) Sidonia est un astéroïde de la ceinture principale.

## Description
(579) Sidonia est un astéroïde de la ceinture principale, découvert le 3 novembre 1905 par l'astronome allemand August Kopff depuis l'observatoire du Königstuhl.
Il a été ainsi baptisé en référence à Sidonie, un personnage de l'opéra Armide (1777) composé par Christoph Willibald Gluck (1714-1787), basé sur le poème La Jérusalem délivrée du Tasse,.
(579) Sidonia ne doit pas être confondu avec un autre astéroïde, (1106) Cydonia.